# Евпак, Семён Семёнович
Семён Семёнович Евпак (1905 — ?) — председатель колхоза «Верный путь» Казачинского района Красноярского края, Герой Социалистического Труда.
Родился 26.02.1905 в Минской губернии в крестьянской семье. В 1928 году переехал в Казачинский район Красноярского края. Активно участвовал в коллективизации.
В начале 1930-х годов избран председателем колхоза им. Кирова, который за короткий срок превратил в многоотраслевое хозяйство. В 1939 году окончил Минусинскую совпартшколу.
В годы Великой Отечественной войны его колхоз отправил на фронт тысячи пудов хлеба и овощей сверх плана, сотни посылок с вещами и подарками для бойцов РККА.
В 1945 году по решению Казачинского райкома ВКП(б) возглавил отстающий колхоз «Заветы Ильича». Внедрил звеньевую и бригадную организацию труда на выращивании зерновых культур. В 1947 году получил урожай ржи 33,3 центнера с гектара на площади 440 гектаров.
Указом Президиума Верховного Совета СССР от 7 января 1948 года за получение высоких урожаев пшеницы и ржи в 1947 году удостоен звания Героя Социалистического Труда.